# تولوبوترول
تولوبوترول (انگلیسی: Tulobuterol) یک آگونیست گیرنده بتا۲-آدرنرژیک طولانی اثر است که در ژاپن به عنوان یک چسب ترانس درمال تحت نام نوار هوکونالین (ホクナリンテープ) به بازار عرضه می‌شود.
هم‌اکنون تنها در ۷ کشور ژاپن، آلمان، چین، کره جنوبی، بنگلادش، پاکستان و ونزوئلا قانونی است. این دارو در هند نیز موجود است.